# Ишхой
Ишхой (чечен. Ишхой) — один из чеченских тайпов, представители которого являются выходцами из территориальной группы (тукхума) нохчмахкахой, тайп расселён, в основном, в восточной части Чеченской Республики. Тайп имеет родовую гору — хребет Ишхой-Лам.

## Этимология названия
Название тайпа Ишхой идёт от имени предка Ишхо.

## История
Согласно родовому тептару, представители тайпов айткхаллой, сесаной и ишхой являются потомками Сада, который пришел из Моцкъара (Нашха) и обосновался в местечке Гудук (чечен. ГӀудукх), что находится рядом с нынешним селением Саясан.
Согласно преданию, Сада завещал потомкам до смены на новом месте семи поколений доставлять умерших в Нашха и хоронить на исторической прародине.
Также А. С. Сулейманов в своей книге «Топонимия Чечни» приводит генеалогическую линию одного из некъе древнего-аула Моцкъара:
Солтагӏа — ШапаI — Іусман — Бешти — Бузарт -Алдам — Ислам — Ислам- Исмаил — Исмаил — Ишхо — Іела — Іела -Уьйрасха — Ида — Анзор — Золза — Зама — Замбек — Мурат.
Основателями Кошкельды считаются представители тайпа ишхой, переселившиеся сюда в период Кавказской войны. В Кошкельды имеется место «Атлангири ваьхна меттиг», Атлангири — из тайпа ишхой.

## Известные представители
- Абдулла́ Хами́дович Дау́дов (3 декабря1952 года, Джалал-Абадская область, Киргизская ССР) — советский и российский историк. Доктор исторических наук, профессор.
- Махму́д Алисулта́нович Эсамба́ев (15 июля 1924, Старые Атаги, Чеченская автономная область — 7 января 2000, Москва) — советский чеченский артист балета, эстрадный танцовщик, хореограф, балетмейстер, актёр.